# Riga Slot
Riga Slot (lettisk: Rīgas pils) er et slot ved bredden af floden Daugava i den lettiske hovedstad Riga. Slottet blev grundlagt i 1330 på stedet, hvor de første fæstningsværker i Riga tidligere var placeret. Denne bygning blev indgående renoveret mellem 1497 og 1515. Under svenskernes herredømme blev rummelige tilbygninger opført i 1641. Fæstningen blev løbende udvidet og ombygget mellem det 17. og 19. århundrede. På et tidspunkt i 1930'erne foretog arkitekten Eižens Laube nogle renoveringer. Den lettiske regering bekendtgjorde i 1938, at stedet skulle være residens for regeringen. I dag er det den lettiske præsidents officielle bolig, ligesom det også huser flere velanskrevne museer, bl.a. Letlands nationalhistoriske museum.
56°57′03.42″N 24°06′02.29″Ø / 56.9509500°N 24.1006361°Ø